# اویکا سیلینا
اِویکا سیلینا (انگلیسی: Evikas Siliņas) (زاده ۳ اوت ۱۹۷۵) یک وکیل و سیاستمدار لتونی است که از ۱۵ سپتامبر ۲۰۲۳ به عنوان نخست‌وزیر لتونی و دومین زن در این سمت انجام وظیفه می‌کند. او پیش از این به عنوان وزیر رفاه در کابینه دوم به رهبری کریسیانیس کارینز خدمت می‌کرد. او یکی از اعضای حزب وحدت لتونی است.

## زندگی شخصی
سیلینا با آیگارز سیلینز ازدواج کرده‌است. این زوج سه فرزند دارند.
سیلینا علاوه بر زبان مادری خود، لتونیایی، به انگلیسی و روسی نیز مسلط است.